# Breaza
Breaza város Prahova megyében, Munténiában, Romániában. A hozzá tartozó települések: Breaza de Jos, Breaza de Sus, Frăsinet, Gura Beliei, Irimești, Nistorești, Podu Corbului, Podu Vadului, Surdești valamint Valea Târsei.

## Fekvése
A település a Gurga és Sinoiu hegyek lejtőjén helyezkedik el, egy teraszon a Prahova folyó fölött 50–60 m-rel és 11 km hosszan nyúlik el a folyó mentén.

## Történelem
A település jelentős számú turistát vonz, akik főleg gyógyulni járnak ide a különböző szív-érrendszeri, felső és alsó légúti, idegrendszeri és gastrointestinális betegségekből.
A várost 1503-ban említik először okiratok.

## Lakossága
| Nemzetiségek        | 2002  | 2002   |
| ------------------- | ----- | ------ |
| Románok             | 18163 | 99,80% |
| Magyarok            | 12    | 0,06%  |
| Romák               | 4     | 0,02%  |
| Németek             | 4     | 0,02%  |
| Lipovánok           | 3     | 0,01%  |
| Görögök             | 2     | 0,01%  |
| Olaszok             | 2     | 0,01%  |
| Szerbek             | 2     | 0,01%  |
| Örmények            | 2     | 0,01%  |
| Törökök             | 1     | 0,01%  |
| Bolgárok            | 1     | 0,01%  |
| Zsidók              | 1     | 0,01%  |
| Lengyelek           | 1     | 0,01%  |
| Egyéb nemzetiségűek | 1     | 0,01%  |
| Összesen            | 18199 | 100,0% |

## Híres emberek
- Itt született Constantin Dăscălescu román kommunista politikus, a Ceaușescu rezsim utolsó miniszterelnöke.

## Testvérvárosok
- Kavaszaki, Japán
- Give, Dánia
- Pionki, Lengyelország
- Poggio Mirteto, Olaszország